# خواجه بلاغی
خواجه بلاغی روستایی است که در استان اردبیل، شهرستان اردبیل، بخش مرکزی، دهستان ارشق شرقی قرار دارد.

## جمعیّت
بر اساس سرشماری سال ۱۳۸۵ جمعیّت این روستا ۳۷۰ نفر با ۸۶ خانوار بوده است.